# Pasquale Aniel Jannini
Pasquale Aniel Jannini (Busto Arsizio, 6 agosto 1921 – Roma, 5 agosto 1988) è stato un francesista e traduttore italiano.

## Biografia
Studioso in special modo dell'opera di Apollinaire, fu dedito allo studio delle avanguardie letterarie, con particolare attenzione al futurismo e alla figura di Filippo Tommaso Marinetti. Scrisse per Il Veltro e fu docente all'Università La Sapienza a Roma.
Dopo la laurea conseguita all'Università Cattolica del Sacro Cuore di Milano, aveva iniziato ad insegnare lingua francese nella Scuola di Avviamento "Cavalieri" di Milano, poi al Liceo e quindi, in qualità di Assistente di Lingua e Letteratura Luso-Brasiliana, presso l'Università Bocconi, sempre di Milano.
Divenne Ordinario di Lingua e Letteratura Francese nel 1968 e assunse la Cattedra al Magistero di Roma, dove diresse l'Istituto di Letteratura Francese. Fu Direttore della Rivista "Sì & No" e Condirettore dei "Quaderni del Novecento Francese" e dei "Quaderni del Seicento Francese".

## Opere

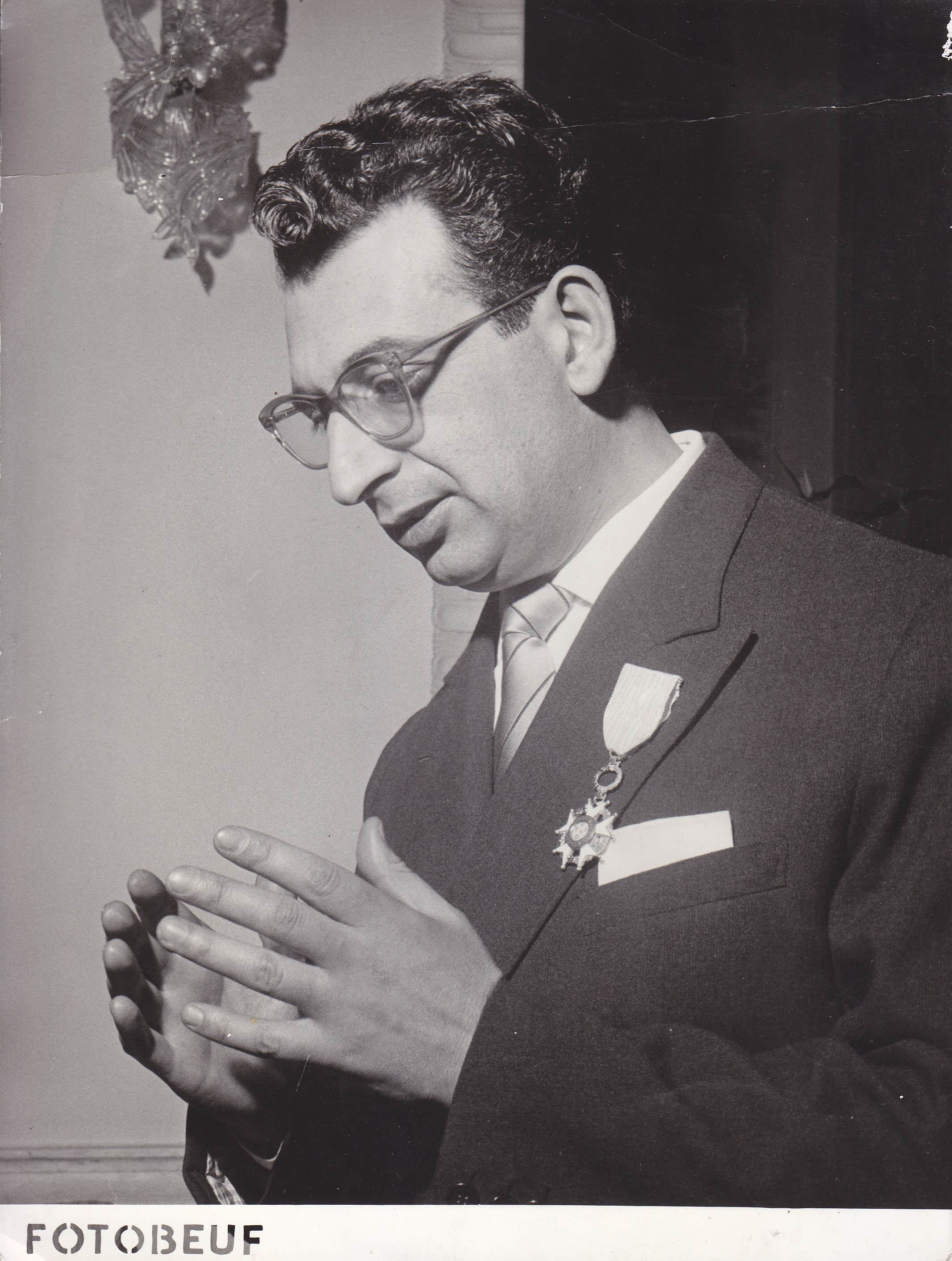
Pasquale Aniel Jannini mentre riceve la Croce del Sud

### Curatele
- Théodore de Banville, Gringoire, Milano, Libreria editrice scientifico universitaria, 1949
- Introduzione alla letteratura francese, Milano-Varese, Istituto Editoriale Cisalpino, 1950 (con Bruno Revel)
- Tristan L'Hermite, La Marianne, Milano-Varese, Istituto Editoriale Cisalpino, 1953
- Un'espressione della lirica brasiliana: Jorge de Lima, Milano-Varese, Istituto Editoriale Cisalpino, 1955
- Le più belle pagine della letteratura portoghese, Milano, Nuova Accademia, 1955
- Le più belle pagine della letteratura brasiliana, Milano, Nuova Accademia, 1957
- Pierre Gringoire, La sottie du prince des sotz, Milano-Varese, Istituto Editoriale Cisalpino, 1957
- Grammatica moderna della lingua francese, Firenze, Le Monnier, 1959
- Storia della letteratura brasiliana, Milano, Nuova Accademia, 1959
- Le français et l'industrie: per le scuole di avviamento a tipo industriale, Firenze, Le Monnier, 1960
- Le français et le commerce: à l'usage des écoles commerciales, Firenze, Le Monnier, 1960
- Vinícius de Moraes, Orfeo negro, Milano, Nuova Accademia, 1961
- Le commerce d'aujord'hui, Firenze, Le Monnier, 1962
- Le français écrit et parlé, Firenze, Le Monnier, 1962
- Pierre-Claude Nivelle de La Chaussée, La prejuge à la mode, Milano, La goliardica, 1962
- Guillaume Colletet, Poesie, Napoli, Edizioni Scientifiche italiane, 1968
- La France: sa geographie, son histoire, sa civilisation, Firenze, Le Monnier, 1969
- Guillaume Apollinaire, Lettere a Filippo Tommaso Marinetti, Milano, All'insegna del pesce d'oro, 1978
- Vocabolario commerciale italiano-francese, francese-italiano, Firenze, Le Monnier, 1978
- Note e documenti sulla fortuna del futurismo in Francia, Roma, Bulzoni, 1979
- Letteratura francese: Le correnti d'avanguardia, Roma, Lucani, 1982 (con Gabriele Aldo Bertozzi)
- Filippo Tommaso Marinetti, Scritti francesi, Milano, Mondadori, 1983

### Saggi
- La fortuna di Apollinaire in Italia, Milano-Varese, Istituto Editoriale Cisalpino, 1959 (n. ed. 1965)
- François de Malherbe, Tre momenti della poesia francese al tempo di Malherbe, Milano, La goliardica, 1964
- Eugène Monfort dalle Revue Naturiste alle prime Marges, Firenze, Olschki, 1965
- Guillaume Colletet, Traitte de l'epigramme et traitte du sonnet, Ginevra, Libraire Droz, 1965
- Verso il tempo della ragione: studi e ricerche su Guillaume Colletet, Pavia, Editrice Viscontea, 1965
- L'esprit nuoveau e le poetiche di Max Jacob, Milano, Viscontea, 1966
- La rivista "Poesia" di Marinetti e la letteratura francese, Firenze, Sansoni, 1966
- Tre espressioni del teatro francese del secolo 18º, Milano, La Goliardica, 1968
- Apollinaire critico: dalla "Grande France" alle "Marges", Roma, Bulzoni, 1970
- Le avanguardie letterarie nell'idea critica di Guillaume Apollinaire, Roma, Bulzoni, 1971
- Gli anni Apollinaire, Milano, Mazzotta, 1972
- L'angelo funambolo: le poetiche di Max Jacob, Milano, Istituto editoriale Cisalpino, 1973
- Proust e le avanguardie, Padova, Liviana, 1973
- Un altro Corbière, Roma, Bulzoni, 1977

### Traduzioni
- Fernando Namora, Medico di campagna, Milano, Martello, 1958
- João Guimarães Rosa, Il duello, Milano, Nuova Accademia, 1963
- João Guimarães Rosa, L'ora e il momento di Augusto Matraga, Milano, Nuova Accademia, 1965
- Jean Guy Pilon, Come acqua rattenuta, Roma, Bulzoni, 1988